# WTA-toernooi van Parijs Clarins
Het WTA-toernooi van Parijs Clarins is een tennistoernooi voor vrouwen dat in de twintigste eeuw van 1987 tot en met 1992 plaatsvond op gravel in de Franse hoofdstad Parijs. De officiële naam van het toernooi was Clarins Open.
De WTA organiseerde het toernooi dat in eerste instantie in de categorie "Tier V" viel, en vanaf 1990 in de categorie "Tier IV".
Er werd door 32 deelneemsters per jaar gestreden om de titel in het enkelspel, en door 16 paren om de dubbelspeltitel. Aan het kwalificatietoernooi voor het enkelspel namen 32 speelsters deel, met vier plaatsen in het hoofdtoernooi te vergeven.
Na zijn editie van 1992 werd dit toernooi in 1993 opgevolgd door het WTA-toernooi van Parijs, in een ander jaargetijde (februari) en op een andere ondergrond (overdekte tapijtbanen).
In 2022 werd het graveltoernooi hervat onder de naam Trophée Lagardère op de Lagardère Paris Racing-tennisclub. De WTA organiseerde het in de categorie WTA 125. Een jaar later werd de naam veranderd in Trophée Clarins.

## Meervoudig winnaressen enkelspel
| speelster         | aantal titels | in de jaren |
| ----------------- | ------------- | ----------- |
| Sandra Cecchini   | 2             | 1989, 1992  |
| Conchita Martínez | 2             | 1990, 1991  |

## Enkel- en dubbelspeltitel in één jaar
| speelster       | in de jaren |
| --------------- | ----------- |
| Sandra Cecchini | 1989, 1992  |

## Historische finales

### Enkelspel
| Datum      | Naam         | Cat.    | ($)     | Winnares          | Verliezend finaliste | Uitslag       |
| ---------- | ------------ | ------- | ------- | ----------------- | -------------------- | ------------- |
| 1987-09-28 | Clarins Open |         | 50.000  | Sabrina Goleš     | Sandra Wasserman     | 7-5, 6-1      |
| 1988-09-19 | Clarins Open | Tier V  | 50.000  | Petra Langrová    | Sandra Wasserman     | 7-6, 6-2      |
| 1989-09-18 | Clarins Open | Tier V  | 100.000 | Sandra Cecchini   | Regina Rajchrtová    | 6-4, 6-7, 6-1 |
| 1990-09-17 | Clarins Open | Tier IV | 150.000 | Conchita Martínez | Patricia Tarabini    | 7-5, 6-3      |
| 1991-09-16 | Clarins Open | Tier IV | 150.000 | Conchita Martínez | Inés Gorrochategui   | 6-0, 6-3      |
| 1992-09-14 | Clarins Open | Tier IV | 150.000 | Sandra Cecchini   | Emanuela Zardo       | 6-2, 6-1      |

### Dubbelspel
| Datum      | Naam         | Cat.    | ($)     | Winnaressen                         | Verliezend finalistes              | Uitslag       |
| ---------- | ------------ | ------- | ------- | ----------------------------------- | ---------------------------------- | ------------- |
| 1987-09-28 | Clarins Open |         | 50.000  | Isabelle Demongeot Nathalie Tauziat | Sandra Cecchini Sabrina Goleš      | 1-6, 6-3, 6-3 |
| 1988-09-19 | Clarins Open | Tier V  | 50.000  | Alexia Dechaume Emmanuelle Derly    | Louise Field Nathalie Herreman     | 6-0, 6-2      |
| 1989-09-18 | Clarins Open | Tier V  | 100.000 | Sandra Cecchini Patricia Tarabini   | Nathalie Herreman Catherine Suire  | 6-1, 6-1      |
| 1990-09-17 | Clarins Open | Tier IV | 150.000 | Kristin Godridge Kirrily Sharpe     | Alexia Dechaume Nathalie Herreman  | 4-6, 6-3, 6-1 |
| 1991-09-16 | Clarins Open | Tier IV | 150.000 | Petra Langrová Radomira Zrubáková   | Alexia Dechaume Julie Halard       | 6-4, 6-4      |
| 1992-09-14 | Clarins Open | Tier IV | 150.000 | Sandra Cecchini Patricia Tarabini   | Rachel McQuillan Noëlle van Lottum | 7-5, 6-1      |

## Finales in de 21e eeuw

### Enkelspel
| Datum      | Naam              | Cat.    | ($)     | Ondergrond     | Winnares       | Verliezend finaliste | Uitslag       |         |
| ---------- | ----------------- | ------- | ------- | -------------- | -------------- | -------------------- | ------------- | ------- |
| 2022-05-09 | Trophée Lagardère | WTA 125 | 115.000 | gravel, buiten | Claire Liu     | Beatriz Haddad Maia  | 6-3, 6-4      | details |
| 2023-05-15 | Trophée Clarins   | WTA 125 | 115.000 | gravel, buiten | Diane Parry    | Caty McNally         | walk-over     | details |
| 2024-05-13 | Trophée Clarins   | WTA 125 | 115.000 | gravel, buiten | Diana Sjnajder | Emma Navarro         | 6-2, 3-6, 6-4 | details |

### Dubbelspel
| Datum      | Naam              | Cat.    | ($)     | Ondergrond     | Winnaressen                             | Verliezend finalistes         | Uitslag           |         |
| ---------- | ----------------- | ------- | ------- | -------------- | --------------------------------------- | ----------------------------- | ----------------- | ------- |
| 2022-05-09 | Trophée Lagardère | WTA 125 | 115.000 | gravel, buiten | Beatriz Haddad Maia Kristina Mladenovic | Oksana Kalasjnikova Miyu Kato | 5-7, 6-4, [10-4]  | details |
| 2023-05-15 | Trophée Clarins   | WTA 125 | 115.000 | gravel, buiten | Anna Danilina Vera Zvonarjova           | Nadija Kitsjenok Alycia Parks | 5-7, 7-6, [14-12] | details |
| 2024-05-13 | Trophée Clarins   | WTA 125 | 115.000 | gravel, buiten | Asia Muhammad Aldila Sutjiadi           | Monica Niculescu Zhu Lin      | 7-6, 4-6, [11-9]  | details |